# Монтанья (Эспириту-Санту)
Монтанья (порт. Montanha)  —  муниципалитет в Бразилии, входит в штат Эспириту-Санту. Составная часть мезорегиона Северное побережье штата Эспириту-Санту. Входит в экономико-статистический  микрорегион Монтанья. Население составляет 16 620 человек на 2006 год. Занимает площадь 1 099,027 км². Плотность населения — 15,1 чел./км².

## История
Город основан в 1963 году.

## Статистика
- Валовой внутренний продукт на 2003 составляет 63.703.356,00 реалов (данные: Бразильский институт географии и статистики).
- Валовой внутренний продукт на душу населения на 2003 составляет 3.766,09 реалов (данные: Бразильский институт географии и статистики).
- Индекс развития человеческого потенциала на 2000 составляет 0,717 (данные: Программа развития ООН).